# OMX Helsinki 25

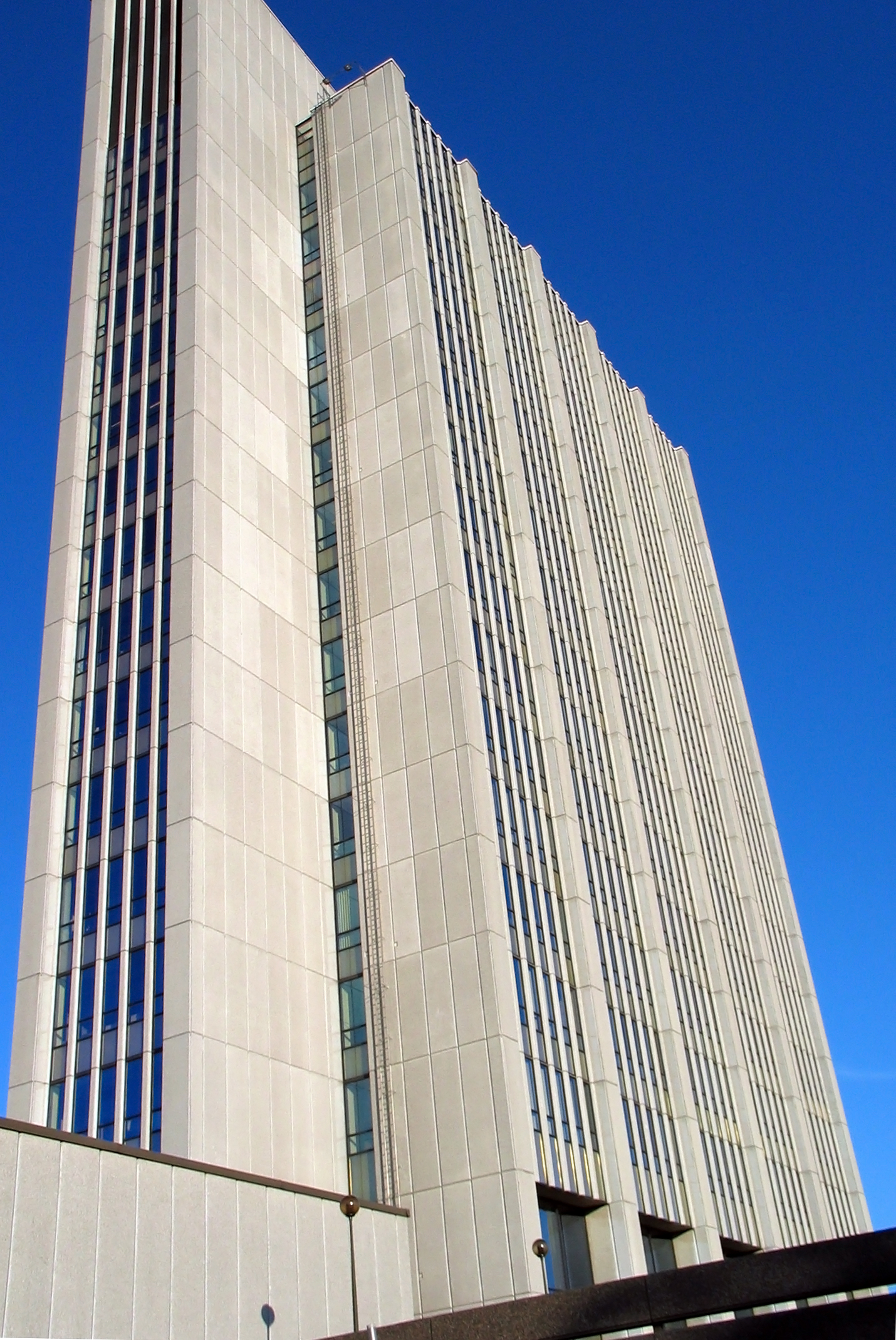
Edifici de la Borsa de Hèlsinki.

L'OMX Helsinki 25 (OMXH25) és el principal índex borsari de la Borsa de Hèlsinki a Finlàndia.

## Components
Actualment (1 d'agost del 2007), les 25 empreses que componen l'índex són les següents: 
| - Amer Sports - Cargotec - Elisa - Fortum - Kesko | - KONE - Konecranes - Metso - M-real - Neste Oil | - Nokia - Nokian Renkaat - Nordea - Outokumpu - Outotec | - Rautaruukki - Sampo - Sanoma WSOY - Stora Enso - TeliaSonera | - TietoEnator - UPM - Uponor - Wärtsilä - YIT |